# Дуро, Самир
Самир Дуро (босн. Samir Duro; 18 октября 1977, Кониц, СР Босния и Герцеговина, СФРЮ) — боснийский футболист, полузащитник.

## Карьера
Воспитанник футбольного клуба «Игман» (Коньиц). Профессиональную карьеру начал в 1996 году в ФК «Сараево». Отыграл за клуб четыре неполных сезона, в этот период команда трижды стала бронзовым призёром и один раз чемпионом Боснии и Герцеговины в сезоне 1998/99.
В 2001 году перешёл в словенский «Марибор», там он отыграл три неполных сезона и трижды стал чемпионом Словении. В начале 2003 года Дуро присоединился к греческому клубу ПАС из города Янина. Летом 2003 года перешёл в «Сатурн» из Раменского, в российской премьер-лиге сыграл 7 матчей. Дуро не смог закрепиться в основном составе, и был отдан в аренду клубу «Железничар» из Сараево.
В «Железничаре» Дуро провёл первую половину 2004 года и стал серебряным призёром чемпионата Боснии и Герцеговины. Со второй половины 2004 года выступал в чемпионате Словении за «Публикум» из Целе, провёл за клуб два неполных сезона. Клуб в этот период занял в чемпионате второе место в сезоне 2004/05, а также выиграл Кубок страны.
В начале 2006 года Дуро вернулся в «Сараево», где провёл два неполных сезона и занял вместе с клубом второе место в сезоне 2005/06 и первое место в сезоне 2006/07.
В начале 2007 перешёл в хорватский клуб «Меджимурье» из города Чаковец, клуб в этот период занимал места в низу турнирной таблицы. Через год вернулся обратно в «Сараево», играл там ещё некоторое время. Затем выступал за хорватский «Шибеник» и за боснийские клубы «Челик» (Зеница) и «Зриньски Мостар». Закончил карьеру в клубе «Рудар» (Какань) из второго дивизиона Боснии и Герцеговины.
В 1999—2002 годах, будучи игроком «Сараево» и «Марибора», выступал за сборную Боснии и Герцеговины, сыграл 7 матчей.

## Достижения
- Чемпион Боснии и Герцеговины (2): 1998/99, 2006/07
- Чемпион Словении (3): 2000/01, 2001/02, 2002/03
- Серебряный призёр чемпионата Боснии и Герцеговины (2): 2003/04, 2005/06
- Серебряный призёр чемпионата Словении: 2004/05
- Бронзовый призёр чемпионата Боснии и Герцеговины (3): 1997/98, 1999/00, 2000/01
- Обладатель Кубка Боснии и Герцеговины (2): 1996/97, 1997/98
- Обладатель Кубка Словении: 2004/05